# فيليللا

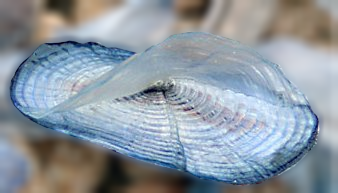
فيليللا

فيليللا أو الشراع الأرجواني كائن بحري من فصيلة الهيدروانيات (عائلة القراصات) التي تشكل مجتمعات على سطح مياه المحيطات الدافئة ولا يصنف هذا الكائن الساحر ضمن أصناف (قنديل البحر \ Jellyfish) الذي يشبهه بشكل كبير ولكن يطلق الباحثين على هذه الكائنات لقب أبناء عم قناديل البحر.
يمتاز هذا الحيوان بلونه الأزرق الغامق وهو لون القرص البيضاوي الذي لا يتجاوز طوله العشرة سنتمترات ويطفو على سطح الماء، أما الجزء الآخر منه فهي زعنفة نصف دائرية أعلى القرص تشكل ما يشبه الشراع، فهذه الحيوانات تعيش في حالة وسط ما بين الماء والهواء.
بعكس الأنواع الأخرى في هذه العائلة تعتبر ال Vellela آكلة للحوم فهي تتغذي على العوالق البحرية التي تمسكها بواسطة مخالب معلقة في أسفلها باتجاه الماء كما أنها تفرز مواد سامة تفتك بفريستها ولأن هذه المواد غير سامة بالنسبة للإنسان فان ال Velella غير مؤذية للإنسان ومع ذلك ينصح بعدم لمس الأعين والوجه بعد لمسها.
لأنها عديمة الحركة فإن هذه الحيوانات تبقى تحت رحمة الرياح التي تحركها من مكان إلى اخر على سطح البحر وتدفعها إلى الشاطئ بمساعدة الشراع، يحدد الحيوان حركته حسب اتجاه الشراع بينما تشكل الريح القوة الدافعة لهذا الحيوان فقط. تصل أعدادها المتجمعة على الشاطئ إلى الالاف وهذا التجمع لا يحدث سنويا لذلك فإن تجمعها يشكل ظاهرة وفي عام 2002 تم معاينة أعداد كبيرة منها على شواطئ بريطانيا وايرلندا ولكن بسبب تأثير الاحتباس الحراري أصبحت هذه الكائنات تتجه نحو الشمال أكثر.